# Aleks Syntek
 (août 2017).
Si vous disposez d'ouvrages ou d'articles de référence ou si vous connaissez des sites web de qualité traitant du thème abordé ici, merci de compléter l'article en donnant les références utiles à sa vérifiabilité et en les liant à la section « Notes et références ».
Raúl Alejandro Escajadillo Peña alias Aleks Syntek est un artiste et chanteur pop mexicain né à Mérida dans l'État du Yucatán, le 29 septembre 1969. Il est l'ancien leader du groupe Aleks Syntek y la Gente Normal.

## Biographie
À l'âge de 6 ans, Raúl Alejandro réalise ses premiers balbutiements d'accords musicaux avec une guitare acoustique et surprend ses parents dans sa vocation musicale. En 1980 il compose ses premières compositions musicales et écrit ses premiers textes.
En 1984, il devient alors Aleks Syntek surnom trouvé par ses camarades d'école, eu égard sa passion pour le clavier de synthé.
Il forme en 1985 son premier trio électronique Efecto Doppler qui adopte un style Techno Pop et est influencé notamment par Howard Jones, Depeche Mode, Meccano, il devient en 1986 un groupe précurseur dans ce genre musical, compose des musiques de jingles publicitaires, notamment pour des géants comme McDonalds, Volkswagen, Bacardi, etc.
En 1987, il participe comme compositeur-claviériste pour le groupe Kenny y los Electricos célèbre au Mexique dans les années 1980 et fait des représentations pour des ouvertures des concerts d'artistes et groupes, dont notamment Rod Stewart, Soda Estero et Carlos Santana au Mexique.
En 1991, il compose la musique pour le film Leyendas de México antiguo sous la direction de Luis de Velazco et Jose Zulaiman, et se lance directement comme producteur de Rap et de hip-hop en espagnol pour un groupe appelé CALO qui remporte un vif succès.
En 1992, il participe à une tournée spéciale caritative pour venir en aide aux malades atteints du sida.
En 2011 Syntek annulés son compte sur Twitter après avoir été désavoué massivement par composer de la musique pour la célébration du bicentenaire de la Révolution mexicaine promue par le gouvernement
dans le milieu du mécontentement sociale de la situation réelle du pays.

## Discographie
- Lección de vuelo (2007)
- Mundo Live (2005)
- Mundo Lite (2004)
- De noche en la ciudad (2001)
- Sexo Pudor y Lágrimas (1999)
- 89-99 (1999)
- El lugar secreto (1997)
- Bienvenido a la vida (1995)
- Más fuerte de lo que pensaba (1993)
- Hey, tú (1990)